# 巴克利·韦德
巴克利·韦德（英語：Barclay Wade，1944年4月5日—2021年12月26日），澳大利亚男子赛艇运动员。他曾代表澳大利亚参加1962年大英帝国和英联邦运动会赛艇比赛，获得男子双人双桨铜牌。